# Flugplatz Dingolfing

i7
i11
i13
Der Flugplatz Dingolfing (ICAO-Code: EDPD) ist der Sonderlandeplatz der niederbayerischen Stadt Dingolfing. Er wird von dem Luftsportverein Dingolfing e. V. betrieben.

## Geschichte
Der Sonderlandeplatz war ursprünglich der Flugplatz der Hans Glas GmbH und wurde zusammen mit dem Automobilhersteller im November 1966 von BMW übernommen.
Am 17. Juli 1969 wurde der Flugplatz von der Regierung von Niederbayern als Sonderlandeplatz zugelassen, mit dem Luftsportverein Dingolfing als Halter.

## Geografie
Der Flugplatz liegt etwa drei Kilometer nördlich des historischen Stadtkernes von Dingolfing im Flurstück Lange Teile.
Naturräumlich liegt das Gelände im Isartal, das nördlich in den Gäuboden übergeht.

## Flugplatz und Ausstattung
Der Flugplatz ist für Luftfahrzeuge aller Art bis 2000 kg MTOW, Hubschrauber bis 5700 kg und hat keine geregelten Betriebszeiten. Das Gelände gehört der Stadt Dingolfing, Betreiber ist der Luftsportverein Dingolfing e. V.
Es bestehen mehrere Wirtschaftsgebäude, ein kleiner ebenerdiger Leitstand (Frequenz 125,615 MHz), zwei Hangars und ein Vereinsheim. Es gibt eine Tankstelle und bei Zwischenlandungen ist ein Ölservice möglich.

## Zwischenfälle
- Am 31. Dezember 2005 sackte eine Piper Tomahawk nach dem Start wieder durch und prallte hinter dem Ende des Rollfeldes in unbefestigtes Gelände. Die Maschine wurde schwer beschädigt, der Pilot kam mit dem Schrecken davon.[3][4]
- Am 4. Juli 2012 stürzte ein Ultraleichtflugzeug W.D. Sunwheel kurz nach dem Start auf EDPD in ein Getreidefeld und brannte dort aus. Beide Insassen kamen hierbei ums Leben.[5][6]

## Verkehr
Eine Gemeindestraße erschließt den Flugplatz zu der unmittelbar nördlich verlaufenden Bundesautobahn 92 hin. Der ÖPNV bedient den Flugplatz nicht direkt. Im Ort gibt es einen Stadtbus, der zum Bahnhof Dingolfing hin anschließt. Dort besteht eine Zustiegsmöglichkeit zu der Bahnstrecke Landshut–Plattling.